# Nemberala
Nemberala ist ein indonesisches Desa („Dorf“) im Distrikt (Kecamatan) Rote Barat (Regierungsbezirk Rote Ndao, Provinz Ost-Nusa Tenggara) auf der Insel Roti.

## Geographie und Einwohner
Nemberala liegt im Süden des Distrikts Rote Barat, dessen Verwaltungssitz es auch ist. 2010 lebten in Nemberala 1.035 Menschen.

## Tourismus
Nemberala ist ein ruhiges Fischerdorf, mit weißen Sandstränden. Surfer finden hier vor allem zwischen Juni und August große Wellen. In dieser Zeit gibt es im Ort viele Touristen.